# Republiqueta
En la historiografía de Bolivia y Argentina, se denomina republiqueta a los grupos de rebeldes patriotas, también llamados guerrilleros (o montoneras) organizados entre 1811 y 1825 en el territorio jurisdiccional de la Real Audiencia de Charcas (Alto Perú, actual Bolivia).
Tras la conformación de la República del Perú, entre 1821 a 1836, un grupo de indígenas conformaron la República de Iquicha —lo que motivó el término despectivo de Republiqueta de Iquicha—, quienes se mantuvieron leales al Virreinato del Perú y al Rey de España, hasta que se unieron al proyecto de la Confederación Perú-Boliviana, para la cual terminaron combatiendo por su conformación, así también luchando en contra del Ejército Restaurador hasta 1839. 
Actualmente se denomina republiqueta a un territorio precariamente organizado, frecuentemente sometido a regímenes y con un grado vago de institucionalidad; en tal sentido la palabra "republiqueta" es despectiva y se suele aplicar a los países de Centroamérica y del Caribe -especialmente las Antillas- (tratados de "republiquetas bananeras").[cita requerida]

## Republiquetas del Alto Perú y territorios adyacentes
La historiografía tradicionalmente adjudica, sin que hayan aparecido opositores a tal adjudicación- el adjetivo de "guerra de las republiquetas" y por ende de las "republiquetas" que luego de 1825 pasarían a ser Bolivia, al argentino porteño Bartolomé Mitre; en su Historia de Belgrano y de la independencia argentina. Mitre llama con el nombre de Republiquetas, sin que tal nombre tenga connotaciones peyorativas, a las rudimentarias y, debido a la intensa guerra contra los españoles, provisorias agrupaciones armadas independentistas que surgieron en el Alto Perú, en los territorios de Chiquitos, Santa Cruz, Cochabamba, La Paz y especialmente en el sur, Potosí, Tarija y Chuquisaca, desde las punas al oeste, pasando por los valles al centro y terminando en el chaco al este.  
Después de la derrota del ejército auxiliar argentino en la batalla de Huaqui, una amalgama de republicanos de las ciudades, campesinos y agentes enviados por el ejército auxiliar ocuparon efectivamente vastas zonas, generalmente rurales. Las ciudades mayores fueron ocupadas solo por breves períodos y eventualmente casi todos estos movimientos guerrilleros fueron derrotados por fuerzas realistas antes de la llegada de Sucre al territorio charquino. Según oficiales realistas, republiquetas como las de Padilla, Camargo, Warnes y el marqués de Tojo eran capaces de reunir más de 1.000 «hombres de tropa» en los encuentros definitivos, pero no mencionan mucho los refuerzos indígenas. Los insurgentes usaban el término «sarracenos» para llamar a los españoles y justificar su expulsión usando la mística de la Reconquista, el recuperar el territorio perdido que se considera propio.
Las republietas surgieron como levantamientos indígenas que esperaban la ayuda de Buenos Aires para vencer. 

Eran como pequeñas repúblicas huérfanitas buscando una república madre que las cobijara y la sabían muy lejos, en las costas del Río de la Plata.

Las republiquetas se hicieron rápidamente con el control de todo el terreno rural altoperuano, fueran aldeas, campos o montañas, aunque de forma fragmentaria, cada una tenía su propio jefe y hasta bandera.

### Republiqueta de Ayopaya

Bandera usada por la Republiqueta de Ayopaya, usada inicialmente por la Junta Tuitiva en 1809, usada como símbolo independentista del Estado del Alto Perú al mando de José Miguel Lanza.

Esta fue la más exitosa, ocupando La Paz justo antes de la llegada de Sucre. En ese entonces estaba dirigida por José Miguel Lanza. Abarcaba las zonas rurales entre La Paz, Oruro y Cochabamba. En 1817 dominaba un territorio de 1.400 km² organizando como una república. Sumaban 30 oficiales, 600 soldados, 217 fusiles, 18.000 cartuchos, 180 caballos y una pieza de artillería. En 1825, cuando la guerra se acercaba a su fin, se estima que la «División de los Aguerridos», nombre que tomaba la guerrilla, contaba con un máximo de 500 combatientes regulares, aunque probablemente no fuera más de 20 o 200 involucrados en cada operación, pero siempre acompañados por masas de hasta 2.000 indios. A comienzos de 1818 se constituían de 500 soldados y 1.000 indios.
El «territorio libre de Ayopaya», fundado en 1811, fue un «protoestado» creado para enfrentar a los subdelegados y recaudadores de impuestos coloniales. Sirvió como «preanuncio de la república que iba a fundarse en 1825». Ahí el poder se obtenía solo por la fuerza y se mantenía con el apoyo de los principales jefes y el consenso de la población. Cuando se hacían con una aldea instauraban sus propias autoridades usando los mismos títulos que la administración colonial, ganándose el apoyo de muchos subdelegados. Fueron capaces de crear un sistema autosuficiente y estable que resultó en una valla insalvable para el dominio limeño en Charcas.
Para finales de 1816, habían muerto Muñecas, Warnes y Padilla, quedando como único foco de resistencia patriota importante Ayopaya, lugar donde, tras las derrotas de Huaqui, Ayohuma y Sipe Sipe, se había perdido toda ilusión de mantener unido el antiguo virreinato rioplatense y toda sumisión a sus autoridades militares era sólo nominal. Las órdenes de Güemes eran obedecidas por los montoneros de Tarija, Cinti y Chuquisaca, pero Ayopaya estaba muy lejos para hacer sentir realmente su autoridad.
Sin embargo, en 1821, Lanza volvió a Ayopaya y al mes ejecutó al anterior líder de la guerrilla, José Manuel Chinchilla, tradicionalmente se cree que siguiendo las órdenes de Buenos Aires, pero en aquella época la «poderosa ciudad-estado» era un caos y es más probable que Güemes ordenara tal acción, pues conocía muy bien la situación altoperuana y muchos guerrilleros le obedecían. El principal enemigo de los porteños de Rondeau no eran los realistas, sino el caudillo salteño Güemes. La muerte de este último marca el fin de los esfuerzos independentistas unidos entre charqueños y rioplatenses. Lanza supo imponer disciplina y entusiasmo en sus oficiales y soldados, convirtiéndolos en un verdadero «ejército de línea, pequeño pero eficiente». Se paga regularmente a la tropa, se diferencian las funciones de artilleros e infantes, se organiza la caballería con ayuda de gauchos salteños, Pasaran los próximos tres años combatiendo solos a los realistas, cuyo centro de poder está en la lejana Lima. Su «"División de los Valles"» llega a aportar 900 voluntarios de Inquisivi, Yungas y Ayopaya a la expedición de Andrés de Santa Cruz.

### Republiqueta de La Laguna
Luchó entre 1809 y 1817, comandada por Manuel Ascensio Padilla y su esposa Juana Azurduy de Padilla en el norte del departamento de Chuquisaca centrada en el pueblo de La Laguna. Tras la muerte de Padilla el 13 de septiembre de 1816, se desarma en varias partidas guerrilleras lideradas por Jacinto Cueto, Esteban Fernández, Agustín Ravelo y el teniente coronel José Antonio Asebey.
La republiqueta de Padilla contaba con 200 fusileros y 4.000 indios,armados con palos, machetes y cañones aunque en 1813 reunió junto a Umaña y Cumbay para reforzar a Belgrano más de 10 000 rebeldes e indios con hondas y macanas, quien avanzó al Alto Perú después de su victoria en la batalla de Salta. Esa horda incluía 2.000 indios de Báltasar Cárdenas desde Chayanta, 1.200 del coronel Cornelio Zelaya desde Cochabamba y seguidores de Esteban Arze para concentrarse en Potosí. Padilla había sometido a las guerrillas más pequeñas e instalado su base en La Laguna, llegando a tener casi 6.000 en 1816.

### Republiqueta de Larecaja
Al mando del sacerdote católico Ildefonso Escolástico de las Muñecas, en las playas del lago Titicaca con sede en la villa de Ayata, partido de Larecaja. Desapareció tras la derrota en el combate de Choquellusca el 27 de febrero de 1816, tras el cual De las Muñecas fue ejecutado.
Su «Batallón Sagrado» incluía 200 regulares, 2 cañones y 3.000 indios liberados del tributo a mediados de 1815. La mayoría de los indios estaban armados con macanas.

### Republiqueta de Santa Cruz

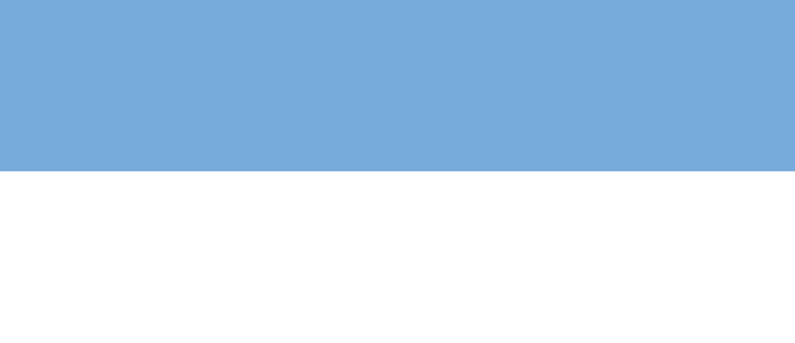
Bandera de la Republiqueta de Santa Cruz, llevada en la guerra de la emancipación cruceña.

Comandada por el coronel Ignacio Warnes, designado gobernador de esa ciudad por el general Manuel Belgrano, era la de mayor tamaño. 
Comenzó su accionar en 1813. Warnes muere en 1816  tras la sangrienta batalla de El Pari, y queda al mando, el coronel José Manuel Mercado hasta la liberación de la ciudad de Santa Cruz de la Sierra en 1825.
La republiqueta incluía alrededor de 1.000 soldados regulares y 2.000 indios chiquitanos armados con arcos y flechas en octubre de 1815.

### Republiqueta de Vallegrande
Comandada por Juan Antonio Álvarez de Arenales, quien era el jefe principal de todas las republiquetas, en Mizque y Vallegrande, actuaba en la ruta Cochabamba, Chuquisaca y Santa Cruz de la Sierra. Los guerrilleros se retiraron a Jujuy a fines de 1816.
A finales de 1814 reunía 1.000 fusileros, incluyendo dispersos de Ayohúma, 3.000 indios con lanzas, palos, hondas y flechas y 13 cañones, para enfrentar a 4.050 realistas que traía el victorioso Joaquín de la Pezuela, incluyendo prisioneros patriotas de Ayohúma reclutados forzosamente.

### Republiqueta de Tarija

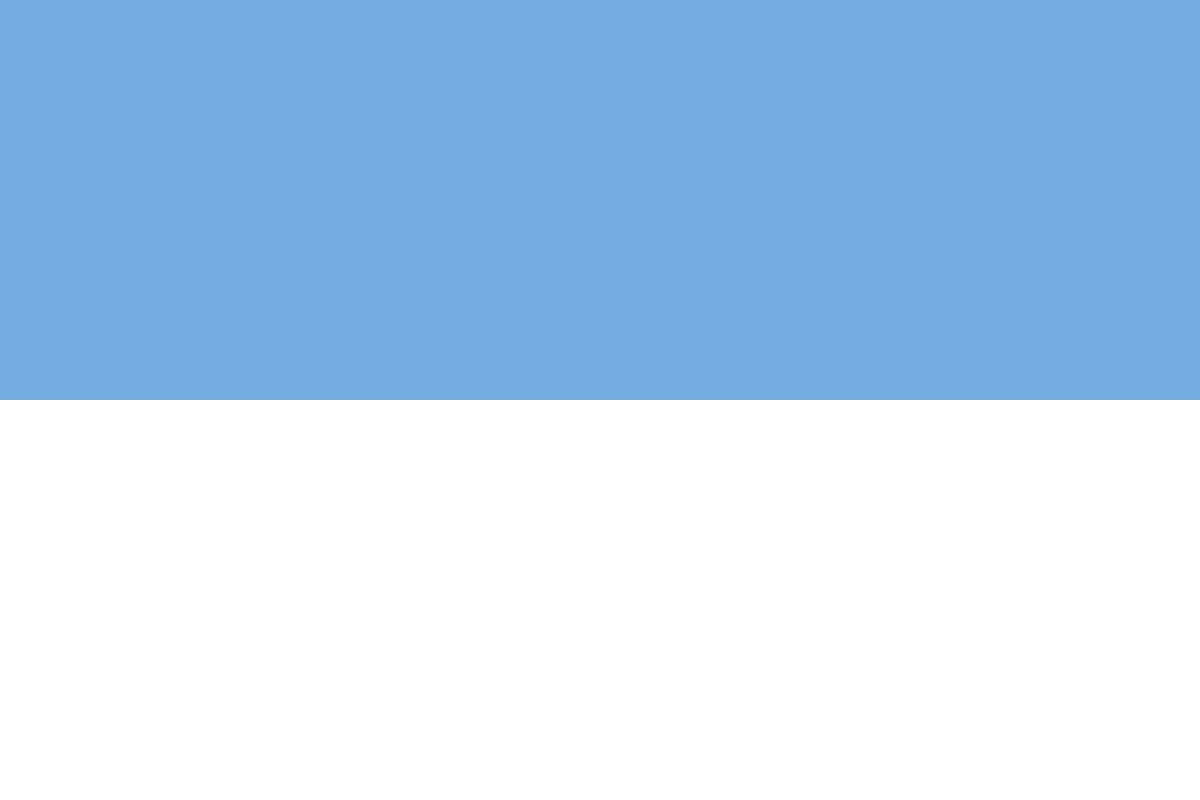
Bandera de la Republiqueta de Tarija llevada en la guerra de la emancipación tarijeña, posteriormente siendo un símbolo regional hasta fines de 1826.

Comandada por Francisco Pérez de Uriondo, José María Avilés, Ramón Rojas, entre otros caudillos; estuvo gobernada entre independentistas y realistas, destacándose entre los independentistas Uriondo y Pedro Antonio Flores Aldana.
La republiqueta de Tarija junto a las republiquetas de los Cintis y la Laguna, participaron activamente en la Guerra Gaucha y este primero fue integrante del Ejército del Norte para las Expediciones Auxiliadoras al Alto Perú, ya que textualmente un par de años antes el partido de Tarija había sido separado de la intendencia de Potosí y unida a la intendencia de Salta.

### Republiqueta de Cinti
Al mando de José Vicente Camargo, con sede en Cinti, amenazaba la fortaleza de Cotagaita que protegía una de las rutas de acceso de las expediciones auxiliares argentinas. Para enfrentar a Pezuela junto 2.000 indios con palos y hondas. El 3 de abril de 1816 Camargo fue derrotado y ejecutado en Arpaja, poniendo fin a la republiqueta.

### Republiqueta de Porco y Chayanta
Dirigida por Miguel Betanzos y por José Ignacio de Zárate, cortaba las comunicaciones entre Potosí, Oruro, Chuquisaca y Cochabamba, emergía con intermitencias ya que se hallaba cercada por los realistas. El 13 de julio de 1814 mataron en Puna al subdelegado Hermenejildo Zermeño y dos días después mataron a un capitán y 25 soldados en Ticoya, cuando estos conducían municiones a Chuquisaca. Se alzaron en 1813 pero dos años después Betanzos fue muerto en combate. El 26 de abril de 1815, Betanzos y Zárate tomaron Potosí con 3.000 a 4.000 indios, cometiendo muchos abusos y permitiéndole a José Rondeau entrar en ella en mayo.

### Otros grupos guerrilleros
En la zona de Azero un grupo guerrillero era liderado por Vicente Umaña. En la zona de San Juan de Piraí el cacique guaraní Pedro Cumbay dominaba las selvas de Santa Cruz y gran parte del este de Chuquisaca. Consiguió levantar en armas a más de dos mil chiriguanos que unió en Potosí al ejército de Belgrano en febrero de 1812. Cumbay también ejercía una gran influencia sobre los wichís, que se sumaron en gran número a su guerrilla. Durante el período colonial los españoles fracasaron en conquistar a los matacos, produciéndose esporádicas guerras fronterizas. Muchos indios acabaron como mano de obra casi esclava en las estancias de Jujuy y Salta, lo que explica su apoyo generalizado a Belgrano y Güemes y su posterior resistencia decimonónica a ser sometidas por el nuevo Estado argentino y quedar como mano de obra barata de las plantaciones azucareras. Usaban flechas y lanzas.